# Kurumi Morishita
Pour les articles homonymes, voir Morishita.
Kurumi Morishita (森下くるみ, Morishita Kurumi) est une actrice japonaise du film pornographique réputée et un écrivain à la carrière est longue et prolifique.

## Biographie
Morishita est née le 4 mars 1980 à Akita, préfecture d'Akita, Japon. Lors d'un entretien journalistique qu'elle a accordé au début de sa carrière, elle dit avoir grandi dans un milieu familial difficile avec un père alcoolique qui la terrorisait son frère et elle jusqu'à ce que ses parents divorcent alors qu'elle venait d'intégrer le deuxième cycle de ses études. Bien qu'elle considère sa mère comme son seul parent, elle a gardé un contact avec son père. Elle affirme également n'avoir confiance qu'en elle, ce qui l'a conduite à ne compter que sur elle-même et à ne pas pouvoir se confier à quiconque. De fait, le journaliste la décrit comme « personnalité anormalement froide et solitaire ».

## Carrière

### Débuts dans l'industrie du cinéma pornographique - SOD
Morishita commence sa carrière d'actrice du film pornographique au mois de septembre 1998, à l'âge de 19 ans, sous la direction du réalisateur TOHJIRO, aux studios indie Soft On Demand avec lesquels elle signe un contrat d'exclusivité de trois ans. Morishita dit qu'elle n'a jamais pensé que cette firme lui faisait tourner des scènes de pornographie extrême mais que son interprétation était plus explicite que celle de bien d'actrices de la vidéo réservée aux adultes: « Je pense que la façon dont je les ai interprétées convient mieux à une actrice de la vidéo réservée aux adultes. ».
Morishita est considérée, à cette époque, comme l'actrice la plus en vue des studios SOD. Elle est surnommée La Reine des [studios] indépendants de films pornographiques. Titre dont elle dit qu'elle se serait bien passée.

### Dogma
La société Dogma est créée par le réalisateur TOHJIRO en 2001. Il s'agit d'une simple entité au sein de SOD. Dogma se sépare de la société mère en 2002 pour devenir indépendante. Morishita délaisse les studios SOD pour signer un contrat d'exclusivité avec TOHJIRO.
L'actrice est la vedette de la plupart des films à succès de Dogma qui est connu pour sa pornographie extrême et ses vidéos fétichiste incluant le bondage japonais, les fellations forcées ainsi que des thèmes sadomasochistes.
Morishita connaît un grand succès avec Mourning Dress Sisters, Close Relative Lesbian, une vidéo de saphisme produite par Dogma et parue au mois de décembre 2002. Elle narre l'histoire de deux sœurs qui s'adonnent aux expériences sexuelles saphistes à la mort de leur mère. Lors de la parution de cette vidéo, un critique estime que les personnages avaient été interprétés avec tant de conviction que les scènes en imposaient plus pour des scènes d'amour que pour des scènes de sexe.
Elle est également une des vedettes de Forest in Nude, une vidéo de juin 2003 réalisée par TOHJIRO et produite par KPMdans. Ce film retrace « l'histoire douce-amère de deux frères qui se remémorent leur jeunesse et les expériences sexuelles qu'ils ont eu à cette époque ».
Au mois de décembre 2005, TOHJIRA et l'actrice font la paix avec SOD, leurs anciens studios avec lesquels ils réalisent Stripper, une histoire d'amour entre deux lesbiennes. Nana Natsume donne ici la réplique à Kurumi Morishita
Morishita tourne sa première vidéo inter-raciale, BLACK・KURUMI, au mois de novembre 2006. Dans la publicité faite par Dogma pour la sortie du film, elle aurait affirmé « J'ai un peu appréhendé [de tourner ce film] mais il me faut repousser mes limites pour aller plus avant. ».
Une vidéo ultérieure, Killer Kurumi, mise sur le marché en janvier 2007 et réalisée par Kingdom, est une histoire plus élaborée. Emprisonnée pour meurtre, l'actrice se voit proposer sa mise en liberté à la condition qu'elle accepte de travailler pour « la compagnie ». Elle devra séduire une cible qui lui sera indiquée et l'exécuter après un rapport sexuel. Jusqu'à ce qu'elle tombe amoureuse de l'une d'entre elles...
Elle n'a tourné qu'un nombre restreint de films après 2006 et semble s'être éloignée de l'industrie du film pornographique.
Sa notoriété se perpétue malgré tout. Elle est reconnue comme étant « l'égérie de Dogma ».
En 2003, DMM (« Digital Media Mart »), le principal distributeur de vidéos, la classe 4e parmi les 100 premières actrices du genre dont les films sont les plus vendus. Elle est encore neuvième en 2004.

### Activités littéraires
Depuis février 2003, Morishita entretient un Blog détaillé concernant sa vie privée et ses différentes activités mais ses activités littéraires ont pris le pas sur le blog.
Au mois de mars 2007, elle publie une sorte de journal intime concernant sa vie privée sous le nom de "Subete ha 'hadaka ni naru' kara hajimatte" (すべては「裸になる」から始まって). Elle y fait part de son désir pour fonder une famille chaleureuse et de la solitude qui l'a conduite à la vidéo pornographique. Elle dit avoir écrit ce livre à l'intention des femmes et qu'elle « se sent un peu gênée » à la pênsée qu'il pourrait être lu également par des hommes.
Elle a également écrit un roman, Ryuuka Suigin (硫化水銀), paru au mois de février 2008 dans les pages de la revue littéraire mensuelle Contemporary Fiction (小説現代) et aussi publié sous une forme numérisée en octobre 2008.
Au mois d'août 2008 Dahlia (ダリア), un roman de pure fiction, paraît dans le cinquième volume d'Esora (エソラ), une autre publication littéraire.

## Filmographie (partielle)
La longue carrière de Morishita rend compte du nombre élevé de ses films. Nous avons fait le choix de ne publier dans cet article que les plus marquants. La source de sa filmographie est extraite de :
- (en) Kurumi Morishita 森下くるみ consulté le 22-11-2008 et
- (ja) DMM - Kurumi Morishita Filmography consulté le=29-11-2008.

| Titre du film                                                                    | Producteur             | Réalisateur    | Parution          | Notes                                                           |
| -------------------------------------------------------------------------------- | ---------------------- | -------------- | ----------------- | --------------------------------------------------------------- |
| Ubu うぶ 森下くるみ                                                              | SOD Ubu UBU-001        | TOHJIRO        | 18 septembre 1998 | Debut                                                           |
| Nurse Hunting: Female Body Laboratory 女体実験室 ナース狩り                      | SOD SDDL-010           | TOHJIRO        | 9 avril 1999      |                                                                 |
| Lost Anal Virgin 喪失 ［アナルウ゛ァージン］                                     | SOD SDDL-013           | TOHJIRO        | 14 mai 1999       |                                                                 |
| Kurumi's Fan Gratitude Day 森下くるみのファン感謝デー                            | SOD SDDL-070           | Chie Sugawara  | 20 janvier 2000   |                                                                 |
| Forbidden Private Garden - Kurumi Lesbian Hell 禁断の花園～くるみレズ地獄～      | SOD SDDL-085           | Noboru Iguchi  | 5 mars 2000       | Lesbianisme Avec Mariko Kawana & Mei Sawaga                     |
| Fuckin' On 森下くるみの音 Fuckin'on                                              | SOD Hamlet SENZ-023    |                | 5 septembre 2000  |                                                                 |
| Innocent Desire 青い性欲                                                         | Dogma DDT-001          | TOHJIRO        | 7 juin 2001       |                                                                 |
| 2nd Fan Gratitude Day 第2回森下くるみのファン感謝デー                            | SOD SDDH-013           | TOHJIRO        | 20 novembre 2001  |                                                                 |
| Private ﾌﾟﾗｲﾍﾞｰﾄ                                                                 | SOD ANZ-003            | Tatsuya Aoki   | 10 janvier 2002   |                                                                 |
| Roommate ルームメイト                                                            | Dogma DDT-021          | TOHJIRO        | 6 avril 2002      | Avec Ai Nagase                                                  |
| Semen Teacher ザーメン女教師                                                     | Dogma DDT-026          | TOHJIRO        | 6 mai 2002        |                                                                 |
| Classmate, Best Friend 同級生BEST FRIEND                                         | Dogma DDT-029          | TOHJIRO        | 6 juin 2002       | Avec Shinobu Kasagi                                             |
| Young Sister, the Masochist Girl 妹 M少女                                        | Dogma DDT-037          | TOHJIRO        | 10 août 2002      |                                                                 |
| Object Stalker, Rape Slave (Beautiful Slave) 主観ストーカー レイプ奴隷           | Dogma DDT-043          | TOHJIRO        | 10 septembre 2002 |                                                                 |
| Hammett San ハメットさん                                                         | Dogma DDT-050          | TOHJIRO        | 10 novembre 2002  | Avec Yukari Sakurada                                            |
| Mourning Dress Sisters, Close Relative Lesbian 喪服の姉妹 近親レズビアン         | Dogma DDT-052          | TOHJIRO        | 10 décembre 2002  | Lesbianisme Avec Sayaka Tsutsumi                                |
| Bitch Hour, The Ultimate Slut Confrontation 悪女の時間 究極の痴女対決            | Dogma DDT-058          | TOHJIRO        | 10 février 2003   | Avec Ran Asakawa                                                |
| Sperm Lesbian 2003 スペレズ2003                                                  | Dogma DDT-059          | TOHJIRO        | 10 mars 2003      | Lesbianisme, Avec Fuka Sakurai                                  |
| Beautiful Slut's Kiss and Sex Special 美しい痴女の接吻とセックス                 | Dogma DDN-039          | Hitoshi Nimura | 10 mai 2003       |                                                                 |
| Forest in Nude ミリオンスペシャル ヌードの森 〜メモワール レズビアン〜           | KMP Million MILV-081   | TOHJIRO        | 27 juin 2003      | Lesbianisme Avec Nao Oikawa                                     |
| Penis Venus 男根少女 森下くるみ 森下くるみは、ペニスが生えた夢をみるか？         | Dogma DDN-043          | Hitoshi Nimura | 10 juillet 2003   |                                                                 |
| Confinement Chair Trance 拘束椅子トランス                                        | Dogma DDT-072          | TOHJIRO        | 10 octobre 2003   |                                                                 |
| Change チェンジ 森下くるみ・桜井風                                               | Dogma DDT-086          | TOHJIRO        | 15 avril 2004     | Avec Fuuka Sakurai                                              |
| Onanii Navigator コスプレくるみのオナニー ナビゲーター 森下くるみ                | Dogma DDT-089          | TOHJIRO        | 15 mai 2004       |                                                                 |
| Lesbian Confinement Chair 拘束椅子レズビアン 森下くるみ 三上翔子                 | Dogma DDT-093          | TOHJIRO        | 10 juillet 2004   | Lesbianisme, Avec Shoko Mikami                                  |
| Tokyo Maso Lady Story 東京Ｍ女ストーリー                                         | Dogma DDT-097          | TOHJIRO        | 10 août 2004      |                                                                 |
| Normal Sex コスプレくるみの普通のSEX4連発                                        | Dogma DDT-106          | TOHJIRO        | 10 décembre 2004  |                                                                 |
| Dogma DDN-0                                                                      | Hitoshi Nimura         | Dogma DDN-088  | 10 janvier 2005   |                                                                 |
| Inside a Treasure 蔵の中                                                         | Moodyz Killer MDED-383 | TOHJIRO        | 15 avril 2005     | Avec Ann Nanba                                                  |
| Endless Fucker 2005 エンドレス ファッカー2005 森下くるみ                         | Dogma DDT-122          | TOHJIRO        | 19 juin 2005      |                                                                 |
| Stripper ストリッパー                                                            | SOD SDDM-727           | TOHJIRO        | 4 décembre 2005   | Avec Nana Natsume, Sakura Sakurada, Maki Tomoda & Ami Nishimura |
| Kurumi's Blog くるみのブログ 森下くるみ                                          | Dogma ODD-006          | Company Matsuo | 19 janvier 2006   |                                                                 |
| Rope Lesbian Triangle 縄・トライアングル レズビアン                              | Dogma COT-004          | TOHJIRO        | 19 juin 2006      | Lesbianisme Avec Mayura Hoshitsuki & Shuri Himesaki             |
| BLACK・KURUMI ブラック・くるみ 森下くるみ                                        | Dogma DDT-152          | TOHJIRO        | 19 novembre 2006  | Inter-racial                                                    |
| Killer Kurumi KILLER KURUMI～キラーくるみ 森下くるみ                             | Dogma DKD-001          | Kingdom        | 19 janvier 2007   |                                                                 |
| Body Jack BodyJack ボディージャック 森下くるみ                                   | Dogma DWD-002          | K*WEST         | 19 juillet 2007   |                                                                 |
| The Human Toilet Teacher 肉便器先生 森下くるみ                                   | Dogma DDB-052          | Be-Bop Minoru  | 15 octobre 2007   |                                                                 |
| Why pussy falls love with pussy マンコがマンコに恋をする理由 森下くるみ×松野ゆい | Dogma DDN-167          | Hitoshi Nimura | 15 janvier 2008   | Lesbianisme Avec Yui Matsuno                                    |

## Albums-photos
- milk (milk―森下くるみ写真集) — Éditions Eichi — Décembre 1998  (ISBN 4754212134);
- Kurumi Morishita Tennyo 3 — Éditions Eich — août 2000 (ISBN 4754212665);
- Karami 8 — Sanwa — novembre 2001 (ISBN 4883568733).

## Littérature
- (ja) Subete ha 'hadaka ni naru' kara hajimatte (すべては「裸になる」から始まって) Éditions Eichi, mars 2007 (ISBN 4754220773);
- (ja) Subete ha 'hadaka ni naru' kara hajimatte (すべては「裸になる」から始まって) Kodansha (livre de poche) avril 2008 (ISBN 4062760304).